# Fimleikafélag Hafnarfjörðar
Il Fimleikafélag Hafnarfjarðar, o più comunemente FH, è una società calcistica islandese con sede nella città di Hafnarfjörður.
Sebbene storicamente non vanti grande tradizione, a partire dagli anni 2000 il club ha mietuto una lunga serie di successi.

## Storia
Il club fu fondato il 14 ottobre 1929 e nel 1956 riuscì ad approdare per la prima volta in Úrvalsdeild, senza però ottenere grande successo e retrocedendo appena due anni dopo.
Nel 1972 approdò in finale di Coppa d'Islanda, partendo dalla 1. Deild (la seconda divisione) e fermandosi di fronte all'ÍBV. Nel corso degli anni settanta partecipò ad alcuni campionati di prima divisione, ma fu sul finire degli anni ottanta, e precisamente nel 1989, che diede il via al suo primo "periodo d'oro", riuscendo a raggiungere, da neopromossa, la qualificazione alla Coppa UEFA.
Nel 1991 perse la sua seconda finale di Coppa d'Islanda contro il Valur e nel 1995, due anni dopo la sua seconda partecipazione alla Coppa UEFA, il FH retrocesse clamorosamente in 1. Deild: riuscì a recuperare l'Úrvalsdeild solamente nel 2000.
A partire dal 2004 la squadra esplose: in Coppa UEFA attirò su di sé l'attenzione di gran parte della Gran Bretagna per aver eliminato dalla competizione gli scozzesi del Dunfermline, mentre in patria dominò nettamente il campionato di quell'anno, aggiudicandoselo per la prima volta e riuscendo a migliorarsi ancora nel 2005, quando vinse lo scudetto con ben 16 punti di vantaggio sul Valur, secondo classificato, e conquistando 48 punti su 54 disponibili. Nel 2006 vinse il terzo titolo, nonostante alcuni problemi economici l'avessero costretta a inizio stagione a cambiare allenatore e a cedere diversi giocatori.
Nella stagione 2007 l'FH ottenne la seconda posizione alle spalle del Valur. Nell'ottobre dello stesso anno, l'allenatore Ólafur Jóhannesson lasciò il club per andare ad allenare la nazionale: Guðjónsson, assistente allenatore di Jóhannesson ed ex-capitano della squadra, venne ingaggiato come nuovo allenatore.
Il 1º agosto 2008 l'FH venne accoppiato agli inglesi dell'Aston Villa nel secondo turno di qualificazione alla Coppa Uefa (competizione oggi nota come Europa League): il risultato fu una sconfitta in casa per 4-1 e un pareggio per 1-1 al Villa Park, con conseguente eliminazione dal torneo.
Il 27 settembre 2008 il club vinse per la quarta volta in cinque anni il campionato islandese. A una sola giornata dal termine, il Keflavík aveva un vantaggio di 2 punti sull'FH e sembrava favorito per il titolo, anche grazie a una migliore differenza reti: nell'ultimo turno, l'FH sconfisse 2-0 in casa il Fylkir, mentre il Keflavík perse in casa del Fram Reykjavík per 2-1. Grazie a questi risultati, il capitano dell'FH Davíð Þór VIðarsson poté sollevare ancora una volta la coppa che spetta ai campioni d'Islanda.
Nel 2014 l'FH iniziò la stagione con la vittoria della sua sesta Coppa di lega Islandese, nel 4-1 al Breiðablik Kópavogur, l'attaccante Ingimundur Níels Óskarsson si mise in luce con una tripletta.
Nella Úrvalsdeild 2017 giunge al terzo posto con 35 punti. Questo piazzamento permette al club di prendere parte alle qualificazioni di UEFA Europa League 2018-2019 ma, dopo aver eliminato i finlandesi del Lahti, gli islandesi vengono battuti dall’Hapoel Haifa, nonostante un pareggio all’andata in Israele.

## Palmarès

### Competizioni nazionali
- Campionati islandesi: 8

2004, 2005, 2006, 2008, 2009, 2012, 2015, 2016
- Coppa d'Islanda: 2

2007, 2010
- Supercoppe d'Islanda: 6

2005, 2007, 2009, 2010, 2011, 2013
- Coppa di Lega islandese: 7

2002, 2004, 2006, 2007, 2009, 2014, 2022
- Campionato islandese di seconda divisione: 6

1956, 1960, 1974, 1984, 1988, 2000
- Campionato islandese di terza divisione: 1

1967

### Competizioni internazionali
- Atlantic Cup: 1

2005

### Altri piazzamenti
- Campionato islandese:

Secondo posto: 1989, 1993, 1994, 2003, 2007, 2010, 2011, 2013, 2014, 2020
Terzo posto: 2001, 2017, 2019
- Coppa d'Islanda:

Finalista: 1972, 1991, 2003, 2017, 2019, 2022
Semifinalista: 1977, 1980, 1983, 2000, 2001, 2004, 2005, 2016, 2018, 2020
- Coppa di Lega islandese:

Finalista: 2001
Semifinalista: 2019
- Supercoppa d'Islanda:

Finalista: 2006, 2008, 2012, 2016, 2017

## Organico

### Rosa
Aggiornata al 3 luglio 2018.
| N. |                    | Ruolo | Calciatore                     |
| -- | ------------------ | ----- | ------------------------------ |
| 1  | Fær Øer (bandiera) | P     | Gunnar Nielsen                 |
| 2  | Islanda (bandiera) | D     | Teitur Magnússon               |
| 3  | Francia (bandiera) | D     | Cédric D'Ulivo                 |
| 4  | Islanda (bandiera) | D     | Pétur Viðarsson                |
| 5  | Islanda (bandiera) | D     | Hjörtur Logi Valgarðsson       |
| 7  | Scozia (bandiera)  | A     | Steven Lennon                  |
| 8  | Islanda (bandiera) | C     | Kristinn Steindórsson          |
| 10 | Islanda (bandiera) | C     | Davíð Þór Viðarsson (capitano) |
| 11 | Islanda (bandiera) | A     | Atli Guðnason                  |
| 12 | Islanda (bandiera) | P     | Vignir Jóhannesson             |
| 13 | Islanda (bandiera) | C     | Bjarni Þór Viðarsson           |
| 14 | Islanda (bandiera) | C     | Grétar Snær Gunnarsson         |

| N. |                        | Ruolo | Calciatore                    |
| -- | ---------------------- | ----- | ----------------------------- |
| 15 | Giamaica (bandiera)    | D     | Rennico Clarke                |
| 16 | Islanda (bandiera)     | C     | Guðmundur Kristjánsson        |
| 17 | Islanda (bandiera)     | A     | Atli Viðar Björnsson          |
| 20 | Paesi Bassi (bandiera) | A     | Geoffrey Castillion           |
| 21 | Islanda (bandiera)     | A     | Egill Darri Makan Þorvaldsson |
| 22 | Islanda (bandiera)     | C     | Halldór Orri Björnsson        |
| 23 | Fær Øer (bandiera)     | A     | Jákup Thomsen                 |
| 24 | Islanda (bandiera)     | P     | Daði Freyr Arnarsson          |
| 25 | Islanda (bandiera)     | D     | Einar Örn Harðarson           |
| 26 | Islanda (bandiera)     | C     | Baldur Logi Guðlaugsson       |
| 27 | Fær Øer (bandiera)     | C     | Brandur Olsen                 |
| 30 | Islanda (bandiera)     | C     | Jónatan Ingi Jónsson          |